# Balizia
Balizia es un género de  árboles perteneciente a la familia de las fabáceas. Comprende 3 especies descritas y de estas, solo 2 aceptadas. Se encuentra en Nueva Caledonia

## Taxonomía
El género fue descrito por Barneby & J.W.Grimes y publicado en Memoirs of the New York Botanical Garden 74(1): 34–35. 1996. 	La especie tipo es: Balizia pedicellaris (DC.) Barneby & J.W.Grimes

## Especies aceptadas
A continuación se brinda un listado de las especies del género Balizia aceptadas hasta agosto de 2012, ordenadas alfabéticamente. Para cada una se indica el nombre binomial seguido del autor, abreviado según las convenciones y usos.
- Balizia elegans (Ducke) Barneby & J.W.Grimes
- Balizia leucocalyx (Britton & Rose) Barneby & J.W.